# Thuật toán luật μ
Thuật toán luật μ là một thuật toán nén-giản tín hiệu, chủ yếu được sử dụng trong các hệ thống viễn thông kỹ thuật số của Bắc Mỹ và Nhật Bản. Các thuật toán nén-giản tín hiệu làm giảm phạm vi dải động của một tín hiệu âm thanh. Trong các hệ thống tương tự, điều này có thể làm tăng tỷ lệ tín hiệu -nhiễu (SNR) đạt được trong quá trình truyền, và trong lĩnh vực kỹ thuật số, nó có thể làm giảm lỗi lượng tử hóa (do đó tăng tín hiệu để tỷ lệ tiếng ồn quantization). Các tăng SNR có thể được giao dịch thay vì giảm băng thông cho tương đương với SNR. 
Nó tương tự như các thuật toán luật A được sử dụng trong vùng có tín hiệu viễn thông kỹ thuật số được thực hiện trên E-1 mạch, ví dụ như châu Âu.
+ Có hai hình thức của thuật toán này là phiên bản tín hiệu tương tự, và một phiên bản lượng tử kỹ thuật số. 
- Liên tục

Đối với đầu vào x, phương trình mã hóa luật μ là:
{\displaystyle F(x)=\operatorname {sgn}(x){\frac {\ln(1+\mu |x|)}{\ln(1+\mu )}}~~~~-1\leq x\leq 1}
với sgn(x) là hàm dấu của x.
μ = 255 (8 bit) tại Bắc Mỹ và các tiêu chuẩn Nhật Bản. Điều quan trọng là cần lưu ý là giới hạn của phương trình này là -1 đến 1.
Mở rộng luật μ được đưa ra bởi phương trình ngược:
{\displaystyle F^{-1}(y)=\operatorname {sgn}(y)(1/\mu )((1+\mu )^{|y|}-1)~~~~-1\leq y\leq 1}
- Rời rạc

Điều này được quy định tại Khuyến nghị ITU- T G.711
| 14 bit mã Binary Linear input         | 8 bit mã nén           |
| ------------------------------------- | ---------------------- |
| +8158 to +4063 in 16 intervals of 256 | 0x80 + interval number |
| +4062 to +2015 in 16 intervals of 128 | 0x90 + interval number |
| +2014 to +991 in 16 intervals of 64   | 0xA0 + interval number |
| +990 to +479 in 16 intervals of 32    | 0xB0 + interval number |
| +478 to +223 in 16 intervals of 16    | 0xC0 + interval number |
| +222 to +95 in 16 intervals of 8      | 0xD0 + interval number |
| +94 to +31 in 16 intervals of 4       | 0xE0 + interval number |
| +30 to +1 in 15 intervals of 2        | 0xF0 + interval number |
| 0                                     | 0xFF                   |
| −1                                    | 0x7F                   |
| −31 to −2 in 15 intervals of 2        | 0x70 + interval number |
| −95 to −32 in 16 intervals of 4       | 0x60 + interval number |
| −223 to −96 in 16 intervals of 8      | 0x50 + interval number |
| −479 to −224 in 16 intervals of 16    | 0x40 + interval number |
| −991 to −480 in 16 intervals of 32    | 0x30 + interval number |
| −2015 to −992 in 16 intervals of 64   | 0x20 + interval number |
| −4063 to −2016 in 16 intervals of 128 | 0x10 + interval number |
| −8159 to −4064 in 16 intervals of 256 | 0x00 + interval number |

Cách thực hiện

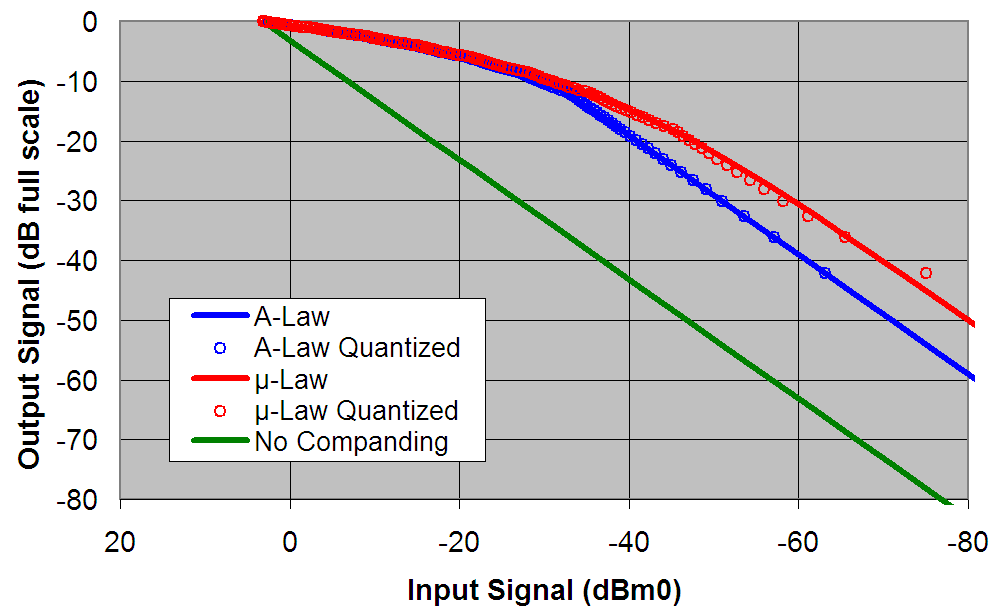
Đồ thị của thuật toán luật A và thuật toán luật μ

- Có ba cách thực hiện một thuật toán luật μ
+ Tương tự: Sử dụng một bộ khuếch đại phi tuyến tính được để đạt được companding hoàn toàn trong lĩnh vực tương tự.
+ Tuyến tính ADC: Sử dụng một Analog để chuyển đổi kỹ thuật số với mức lượng tử hóa không đồng đều khoảng cách để phù hợp với thuật toán luật μ
+ Kỹ thuật số: Sử dụng phiên bản lượng tử kỹ thuật số của thuật toán luật μ để chuyển đổi dữ liệu khi nó được trong lĩnh vực kỹ thuật số.
Các thuật toán luật μ cung cấp một phạm vi lớn hơn một chút năng động hơn so với luật A với chi phí biến dạng tỷ lệ tồi tệ hơn cho các tín hiệu nhỏ.Theo quy ước, luật A được sử dụng cho một kết nối quốc tế nếu có ít nhất một nước sử dụng nó.